# Chytolita fulicalis
Chytolita fulicalis är en fjärilsart som beskrevs av Smith 1907. Chytolita fulicalis ingår i släktet Chytolita och familjen nattflyn. Inga underarter finns listade i Catalogue of Life.